# Svartfläckad sparv
Svartfläckad sparv (Arremon semitorquatus) är en fågel i familjen amerikanska sparvar inom ordningen tättingar. Den förekommer i skogar i Brasilien. Fågeln minskar i antal men beståndet anses ändå vara livskraftigt.

## Utseende och läte
Svartfläckad sparv är en kraftigt tecknad sparv med en tydlig svart fläck på var sida om bröstet, som ett ofullständigt bröstband (därav det engelska namnet Half-collared Sparrow). Det svarta huvudet kontrasterar med ett smalt vitt ögonbrynsstreck och gråfärgad nacke. Ovansidan är olivgrön och undersidan övervägande vit med grå flanker. Näbben är tvåfärgad, med svart övre näbbhalva och bjärt gul undre. Sången består av ett ljust "tzee–tzeuuu-tzeeuuu". Bland lätena hörs ett metalliskt "tic".

## Utbredning och systematik
Fågeln är endemisk för Brasilien där den förekommer i det sydöstra delarna av landet, från Rio de Janeiro till Rio Grande do Sul. Den behandlas som monotypisk, det vill säga att den inte delas in i några underarter.

### Familjetillhörighet
Tidigare fördes de amerikanska sparvarna till familjen fältsparvar (Emberizidae) som omfattar liknande arter i Eurasien och Afrika. Flera genetiska studier visar dock att de utgör en distinkt grupp som sannolikt står närmare skogssångare (Parulidae), trupialer (Icteridae) och flera artfattiga familjer endemiska för Karibien.

## Levnadssätt
Svartfläckad sparv hittas i fuktiga skogar och ungskog. Där håller den till i undervegetationen och är vanligen svår att få syn på.

## Status och hot
Arten har ett stort utbredningsområde, men tros minska i antal, dock inte tillräckligt kraftigt för att den ska betraktas som hotad. Internationella naturvårdsunionen IUCN listar arten som livskraftig (LC).